# Richard Møller Nielsen
Richard Møller Nielsen (19. srpna 1937 Odense – 13. února 2014 Odense) byl dánský fotbalista a fotbalový trenér.
Hrál jako obránce za Odense BK.
V Odense BK také dlouho trénoval, proslavil se ale jako trenér dánské reprezentace, se kterou vyhrál ME 1992.

## Hráčská kariéra
Nielsen hrál za Odense BK jako obránce. Kvůli zranění ale brzy přestal hrát.

## Ligová bilance
| Ročník                      | Zápasy | Góly | Klub      |
| --------------------------- | ------ | ---- | --------- |
| Danish 1st Division 1956/57 | -      | -    | Odense BK |
| Danish 1st Division 1958    | -      | -    | Odense BK |
| Danish 1st Division 1959    | -      | -    | Odense BK |
| Danish 1st Division 1960    | -      | -    | Odense BK |
| Danish 1st Division 1961    | -      | -    | Odense BK |
| Danish 1st Division 1962    | -      | -    | Odense BK |
| CELKEM Danish 1st Division  | -      | -    |           |

## Trenérská kariéra
Nielsen vyhrál s Odense BK dánskou ligu v letech 1977 a 1982.
V letech 1990–1996 byl hlavním trenérem Dánska.
V kvalifikaci o ME 1992 skončilo Dánsko ve skupině na 2. místě za Jugoslávií. Jugoslávie ale byla na poslední chvíli kvůli válce z turnaje vyloučena, takže nakonec do Švédska odjeli Dánové. I při neúčasti Michaela Laudrupa Dánsko ME překvapivě vyhrálo, když ve finále porazilo mistry světa Němce 2:0.
Na MS 1994 se Dánsko nedostalo. V roce 1995 se ale zúčastnilo Konfederačního poháru FIFA, který vyhrálo (ve finále 2:0 s Argentinou).
Na ME 1996 Dánsko nepostoupilo ze základní skupiny.
Nielsen trénoval poté i Finsko a Izrael, ale s těmito slabšími reprezentacemi se na velký turnaj nedostal.

## Trenérské úspěchy

### Reprezentační
- Mistrovství Evropy: 1992
- Konfederační pohár: 1995

### Klubové
Odense BK
- Liga: 1977, 1982
- Pohár: 1983